# Картамиш (село)
Картами́ш — село в Лозівському районі Харківської області. Входить до складу Олексіївської сільської громади.

## Географія
Село Картамиш знаходиться на відстані 2,5 км від річки Берека (лівий берег). На відстані 3 км розташовані села Крутоярка та Миколаївка.

## Історія
Засноване 1931 року.

## Економіка
- Птахо-товарна ферма.
- «Картамиш», сільськогосподарське ПП, ТОВ.
- «Суворовець», сільськогосподарське ТОВ.

## Об'єкти соціальної сфери
- Фельдшерсько-акушерський пункт.